# ノムラでノムラだ♪ EXトラ!
ノムラでノムラだ♪ EXトラ!（ノムラでノムラだ エキストラ）は、2009年4月6日から2015年3月26日までMBSラジオで放送されていた生ワイド番組。2011年4月以降は、毎週月 - 木曜日の16:00から放送していた。ただし、番組開始から2011年4月1日までは、金曜日にも放送。また、放送終了時間は時期によって異なる（後述）。
パーソナリティは、毎日放送出身のフリーアナウンサー・野村啓司。「ゆったり、楽しく、元気になる番組」をコンセプトに、リスナーからのメッセージ紹介、野村お得意の演歌や歌謡曲のリクエスト、最新ニュースなどを織り込んでいる。かつては、阪神タイガースの情報コーナーも内包していた。
このページでは、2005年4月4日から2009年4月3日および、2014年3月31日から放送のノムラでノムラだ♪ も紹介。2009年10月6日から2010年3月25日までナイターオフ期間限定で放送されたノムラでノムラだ♪Go!Go!エキストラ も取り上げる。

## 概要
ノムラでノムラだ♪ （以下「『ノムラだ』第1期」と略記）は、『MBSニュースワイドアングル』の後継番組として、2005年4月4日から毎週月〜木曜日の15:45 - 17:23で放送。
かつての野村の部下で、ビートルズのファンであることを公言している伊東正治（元・毎日放送アナウンサー）が、ラジオ局プロデューサーとして立ち上げた番組の1つ。番組の共通タイトル「ノムラでノムラだ♪」は、ビートルズの『オブ・ラ・ディ、オブ・ラ・ダ（Ob-La-Di, Ob-La-Da）』にちなんでいて、この曲を番組のテーマソングにも用いている。（1986年のニッポン放送の番組、「小倉久寛のオグラでオグラだ!」にも因む）

### 『ノムラでノムラだ♪』第1期（2005年4月 - 2009年3月）
『ノムラでノムラだ♪』第1期（以下「『ノムラだ』第1期」と略記）の開始から半年間は、前枠番組『こんちわコンちゃんお昼ですよ!』のパーソナリティを務める近藤光史（野村と同期入社の元・毎日放送アナウンサー）と野村によるクロストークを3 - 5分程度放送。オープニングのタイトルコールを省略していた。しかし、2005年10月3日から上記のトークを廃止（後に同番組のエンディングで復活）。オープニングから、タイトルコールとテーマソング「Ob-La-Di, Ob-La-Da」が流れるようになった。
2008年6月には、リスナーから公募した歌詞を基に、野村の歌唱による番組のオリジナルソングを発表した。

### 『ノムラでノムラだ♪EXトラ!』時代（2009年4月 - 2014年3月）
MBSラジオの2009年4月改編で放送曜日・放送枠を拡大したことを機に、阪神タイガースの情報コーナーを新設。番組タイトルも、ノムラでノムラだ♪EXトラ!（エキストラ、以下『EXトラ』と略記）に改めた。この改編では、『こんちわコンちゃんお昼ですょ!』の放送時間を15分拡大したことによって、『EXトラ』の放送を16:00から開始。その一方で、ナイターオフ編成（10月 - 翌年3月）で『熱血!タイガーススタジアム』を放送していた後枠を組み込んだことによって、18:00に放送を終了した。さらに、放送時間が『ノムラだ♪』とほぼ重なる『板東英二金曜生BAN BAN』の終了によって、金曜日にも放送することになった。
MBSラジオが2009年度のナイターオフ編成に入った同年10月6日からは、月曜日以外の放送時間を、原則として18:30まで延長。17時台のコーナー企画を一部変更したほか、17:53 - 18:30の時間帯は、スポーツ情報が主体の「ノムラでノムラだ♪Go!Go!エキストラ（- ゴーゴーエキストラ）」として放送していた。2010年度のナイターオフ編成では、火〜日曜日の18時台に新番組『MBSとらぐみタイガースライブ!』を放送する関係で、当番組は全曜日17:53で終了していた。
2011年10月11日 - 24日には、サークルKサンクス・アサヒビールとのコラボレーション企画として、名称やおかずにリスナーからのアイデアを盛り込んだ「二重丸弁当」を近畿2府4県のサークルKサンクス店舗で発売。当番組では初めての試みながら、7万720食を売り上げた。2013年には、リスナーとの交歓を兼ねた当番組初の旅行企画として、当番組を放送しない5月17日（金曜日）から21日（月曜日）の本番直前まで3泊5日のバリ島ツアーを開催した。
2011年度のナイターイン（4月 - 9月）編成から、放送体制をノムラでノムラだ♪時代の週4日（月 - 木曜日）に戻したほか、一部の出演者・コーナーを入れ替え。コーナーの放送順も大幅に変わった。他方、金曜日の放送枠には、『畑中ふう・大桃美代子のてふてふ』を新たに編成した。
なお、ナイター編成のラジオ番組表では、『EXトラ!』の放送時間を16:00 - 17:25と表記。当番組で阪神タイガースの情報コーナー（2010年までは『虎の子情報「EXトラ!」』、2011年のみ『ノムラでノムラだ♪EXトラモード』、2012年以降は『ノムラでノムラだ〜withタイガース〜』）が放送される17:25 - 18:00までの時間帯を『MBSタイガースナイター』（2009年・2010年）→　『MBSタイガースライブ』（2011年 - 2013年）として扱っていた。

### 『ノムラでノムラだ♪』第2期（2014年4月 - 2015年3月）
MBSラジオがプロ野球中継のタイトルを『MBSベースボールパーク』に変更することを機に、2014年度のナイターイン編成から、中継の前座コーナーを同番組冒頭の『もうすぐベースボールパーク』へ移行。その関係で、全曜日の放送時間を16:00 - 17:46に短縮するとともに、タイトルをノムラでノムラだ♪に戻した（以下「『ノムラだ』第2期」と略記）。
また、月曜日以外のレギュラーの出演日を変更。火曜日には、同局の番組に長年出演している桜井一枝が、ハイヒールリンゴ（2014年3月まで木曜日に出演）と交互にパートナーを務める。その一方で、同月まで水曜日のパートナーだった森川美穂（歌手・大阪芸術大学准教授）が新たに出演する木曜日では、（演歌・歌謡曲を含む）音楽関係の企画にほぼ特化するようになった。森川が降板した2015年1月以降も、この企画を継続している。
2015年3月26日（木曜日）の放送で終了。「ノムラでノムラだ♪」シリーズも、10年の歴史に幕を下ろすことになった。30日（月曜日）からは、平日の10:00 - 12:30に放送されてきた生ワイド番組『上泉雄一のええなぁ!』を、月 - 金曜日の15:30 - 17:46に編成する。

## 放送時間
番組開始当初から、JRNネットのニュース番組『ネットワークTODAY』を企画ネット形式で17時台に内包。本編をMBSラジオで独自に制作している。

### 『ノムラだ』第1期
- 毎週月 - 木曜日 15:45 - 17:23（2005年4月4日 - 2009年4月3日）

### 『ノムラでノムラだ♪EXトラ!』
- 毎週月曜日　16:00 - 18:00（2010年度のナイターオフ編成のみ17:55で終了、2009年4月6日 - 2014年3月24日）
- 毎週火 - 木曜日　16:00 - 17:53（2010年3月29日 - 2014年3月28日、2011年3月までは毎週金曜日にも放送）
  - 2009年のナイターオフ編成（10月上旬 - 3月下旬）では、以下のように放送時間を変えていた。
    - 毎週月曜日 16:00 - 18:00
    - 毎週火 - 金曜日 16:00 - 18:30（2009年10月6日 - 2010年3月25日、17:53 - 18:30にスポーツニュースと「ノムラでノムラだ♪Go!Go!エキストラ」を内包）ただし、『MBSタイガースナイタースペシャル』として後枠で阪神タイガースの公式戦、クライマックスシリーズ、日本シリーズを中継する場合には、ナイター期間と同様に18:00まで放送した。

  - 2010年最初の放送日である1月4日は、『こんちわコンちゃんお昼ですょ!』（前述）の放送を休止したうえで、生放送の特別番組『ノムラでノムラだ♪EXトラ!新春スペシャル』を12:30 - 18:00に編成した。

### 『ノムラだ』第2期
- 毎週月 - 木曜日 16:00 - 17:46（2014年3月31日 - 2015年3月26日）

## 出演者

### 現在の出演者
2015年1月以降の編成を基準。
☆：『ノムラだ』第1期の開始当初から出演
●：MBSアナウンサー
パーソナリティ
- 野村啓司☆[6]
  - 『ノムラだ』第1期の放送開始当初は毎日放送アナウンサーだったが、開始直後の2005年6月からラジオ局専任局長兼チーフパーソナリティに就任。ラジオ専任局長としての定年退職（2008年6月）から2013年9月までは、「毎日放送専属パーソナリティ」として出演していた。
  - 『EXトラ』時代から山本学（日本写真家協会に所属する写真家）が定期的にゲストで出演している[7] 関係で、自身も多数の風景写真をカメラで撮影。当番組公式サイト内の 「ノムラのカメラ散歩」 では、撮影した写真の一部を、パソコンの壁紙用の画像として毎月公開している。

| 月曜               | 火曜                                                           | 水曜                     | 木曜                       |
| パートナー         | パートナー                                                     | パートナー               | パートナー                 |
| ------------------ | -------------------------------------------------------------- | ------------------------ | -------------------------- |
| - 桂南光☆          | - ハイヒール・リンゴ☆（隔週） - 桜井一枝（隔週、2014年4月 - ） | - 谷口キヨコ☆            | - 桜井一枝（2015年1月 - ） |
| アシスタント       |                                                                |                          |                            |
| - 鳥居睦子         | - 上田悦子●                                                    |                          |                            |
| ニュースキャスター |                                                                |                          |                            |
| - 柏木宏之●        | - 加藤康裕●                                                    | - 亀井希生●              | - 加藤康裕●                |
| レギュラー         |                                                                |                          |                            |
|                    |                                                                | - タンク（シンクタンク） |                            |

- 南光が落語会などで出演できない場合には、弟子の南天が、前名の「こごろう」時代から代演している。
- 番組開始から2010年9月最終週までは、谷口が水曜日のパートナーを務めていた。鳥居は、2007年7月の出演開始から2011年3月最終週まで、木曜日にアシスタントとして出演。
- 『ノムラでノムラだ♪EXトラ!』時代のナイターイン編成では、月曜以外の曜日で、アシスタントとパートナーが17:43頃まで登場していた。

### 過去の出演者

#### 「ノムラだ」第1期で降板
- さわともか（開始当初からのアシスタント、2005年4月 - 2006年3月に月・木曜、2006年4月から月曜のみを担当、産休のために2007年6月で降板）
- 真木ひろか（月曜アシスタント、2006年4月3日 - 2007年3月17日）
  - アシスタントを降板後も、中継リポーターとして、不定期で出演していた。

#### 「ノムラでノムラだ♪EXトラ」以降に降板
- 松井昭憲（元・MBSアナウンサー、月 - 木曜ニュースキャスター、- 2009年7月30日）
  - 『ノムラだ』第1期中の2006年7月に同局を定年で退職した後も、同局の専属パーソナリティとして出演を継続。2009年7月30日の『ネットワークトゥデイ〜今日のニュースのまとめ』を最後に、MBSラジオの番組へのレギュラー出演を終了した。
- 古川圭子●（月曜アシスタント、2008年4月 - 2009年9月28日）
  - 同僚の高井・松井愛と交代で出演。（放送上）桂南光から慕われていた。ただし、レギュラー降板後も、2人の代役で月曜日のアシスタントを務めたことがあった。
- 高木康（MBSラジオスポーツ部、出演当時は阪神タイガース担当記者、2009年4月9日 - 10月1日）
  - 「虎の子情報♪「EXトラ」」の木曜日に、スタジオまたは中継先から登場。阪神の最新情報や取材での裏話などを詳しく伝えたため、野球に興味のなかったハイヒールリンゴに、「（高木が伝える情報が）阪神戦を見るきっかけになった」と言わしめた[17]。
- 松井愛●（月曜アシスタント、2008年4月 - 2011年3月28日）
  - 『ノムラだ』第1期から、同僚の高井（・古川）と交代で出演。『ノムラだ』第2期へ移行する2014年4月4日からは、当番組を放送しない金曜日に、当番組と同じ放送枠で『松井愛のすこ〜し愛して♥』のメインパーソナリティを務めている。
- 高井美紀●（月曜アシスタント、2008年4月 - 2011年3月28日）
  - 『ノムラだ』第1期から、同僚の松井（・古川）と交代で出演。
- ストリーク（水→火曜レギュラー、 - 2011年3月29日）
  - 2010年9月末までは水曜日のレギュラー。『今さら聞けないおやじの園』から参加。
- 和泉夏子（金曜アシスタント、2009年4月 - 2011年4月1日）
  - 『ノムラだ』第1期の放送開始を機に出演したが、金曜日の放送終了を機に降板。MBSラジオでは、当番組からの降板を機に、『春山満の若者よ、だまされるな!』（2011年4月 - 2014年3月）のパートナーを務めた。
- デューク更家（金曜スペシャルレギュラー、2010年4月 - 2011年3月）
  - 月に1回のペースで、「私の散歩道」のコーナーのみ出演。
- 田丸一男●（ニュースキャスター、2009年8月 - 2011年3月28日）
  - 2010年9月末までは月・火曜日、以降は月曜日にのみ出演していた。
- 結城哲郎（『ノムラでノムラだ♪EXトラモード』ナマ虎キャスター、2011年4月 - 6月16日）
  - 出演当時はMBSエクゼクティブアナウンサー。同コーナーでは、後続番組の『MBSタイガースライブ』で阪神タイガースのナイトゲームを中継する場合にのみ、ナマ虎キャスター（進行役）として野村の相手役を務めた。また、当番組の放送開始から2010年度までは、スポーツアナウンサーの立場でプロ野球シーズンを中心に不定期で出演。2009年度の「ノムラでノムラだ♪Go!Go!エキストラ」では、全曜日でスポーツキャスターを担当した。なお、出演期間中はMBS最年長のスポーツアナウンサーであったにもかかわらず、当番組では（かつての上司である）野村から「結城君」と呼ばれていた。2011年6月21日付で、MBSから関連会社・GAORAへ出向することが決まったため降板。
- 森川美穂☆（水→木曜パートナー、〜2014年12月25日）
  - 『ノムラだ』第1期の開始当初から、『EXトラ』末期の2014年3月26日まで、長らく水曜日のパートナーを担当した。歌手生活30周年を迎える2015年に向けて、歌手活動へ再び専念する意向を示したため降板。

#### 「ノムラでノムラだ♪Go!Go!エキストラ」にのみ出演（2009年度）
○：MBS野球解説者（ノムラでノムラだ♪EXトラにも不定期で出演）

■：ノムラでノムラだ♪EXトラの17時台「ノムラでバトルだ!」から出演
| 火曜 | 水曜                             | 木曜                             | 金曜                                  |
| スポーツキャスター | スポーツキャスター               | スポーツキャスター               | スポーツキャスター                    |
| --- | -------------------------------- | -------------------------------- | ------------------------------------- |
| 結城哲郎● |                                  |                                  |                                       |
| 曜日別レギュラー |                                  |                                  |                                       |
| - 一枝修平◎ - 仙田和吉● - テンダラー■ | - 太田幸司◎ - 近藤亨● - 三瓶京子 | - 掛布雅之○ - 金山泉● - 豊永真琴 | - 安藤統男◎ - 井上雅雄● - ストリーク■ |
| - ストリークと、2009年に中途入社の金山以外は、『太田幸司の熱血!タイガーススタジアム』から続投。三瓶と豊永は、プロ野球シーズン中に『MBSタイガースナイター』のスタジオ進行も担当している。 - レギュラーアナウンサーがスポーツ中継やプロ野球のキャンプ取材などで出演できない場合には、他曜日担当のアナウンサーや、森本栄浩・美藤啓文などが代役を務めた（結城が担当するスポーツニュースも同様）。 - 2009年10月のみ、『太田幸司の熱血!タイガーススタジアム』からの続投扱いで、佐々木恭介が木曜日に出演していた（11月19日の放送分から掛布と交代）。また、2010年からMBSの野球解説者に復帰した中村勝広が、他の解説者に代わって出演することがあった。 |                                  |                                  |                                       |

## タイムテーブル
主に 番組公式サイト内の「コーナー紹介」 を参照。時刻は目安。

### 「ノムラだ」第2期

#### 最終編成（2014年度以降）
2014年3月31日放送分から、2015年3月26日放送の最終回まで適用。

16時台
- 16:00 オープニング（レギュラー出演者によるフリートーク）

オープニングの最後には、『ノムラで啓司板』（リスナーからのメッセージ紹介コーナー）と『午後5時30分の伝言板』（いずれも後述）のメッセージ受付を告知（いずれも17:15まで受付）。放送日によっては、この時間から『ノムラの二重丸』のゲストが登場することもある。
『ノムラで啓司板』では、メッセージを紹介したリスナーの中から、抽選で1人に5,000円を進呈。エンディングで当選者を発表している。番組開始から2010年度のナイターオフ編成までは、放送当日のニュースにちなんだ内容を中心に、日替わりでメッセージテーマを設けていた。2011年度のナイターイン編成からは、全曜日「（リスナーにとっての）今日一日」というテーマに統一している。
- 16:10 MBS交通情報
- 16:12 『ノムラの二重丸』（歌手、弁護士、医師、野球解説者などのゲストを交えてのトークコーナー）

リスナーから法律や健康などに関する相談を受けたり、森川みどり（シネマコミュニケーター）がお勧めの映画を紹介したり、山田久志（CBCテレビ・ラジオ野球解説者、元阪急ブレーブス投手・中日ドラゴンズ監督）が選手・指導者時代の思い出を語ることもある（いずれも不定期）。また、「MBSラジオ　スペシャルウィーク」期間中の放送では、ピーコが（一部コーナーを除いて）月曜日の全編に登場。当コーナーや『ノムラで啓司板』で、可能な限りリスナーからの人生相談に応じる。ただし、ゲストのスケジュールによっては、事前に野村がインタビューを実施した模様を放送することがある。
『EXトラ』時代の2010年からは、月1回放送の企画を新設。健康相談の「月イチノムラクリニック」や、長らく阪神タイガースを取材してきたスポーツニッポン大阪本社の管理職を招いての「月刊スポニチ」などを放送している。
『EXトラ』時代の2011年4月からは、2010年のナイターオフ編成で金曜日のコーナー企画として始まった『この人に聞く「ヒット曲はこうして生まれた」』を、水曜日に不定期で放送（『ノムラだ』第2期では木曜日に移行）。野村と知己のある演歌・歌謡曲の関係者を招いたうえで、ヒット曲が生まれた背景を聞きながら、その人物にとって特に印象の深い楽曲を3曲流す。
『EXトラ』時代の2012年4月からは、春山満（ハンディネットワーク社長）が水曜日、いちのせかつみ（ファイナンシャルプランナー）が木曜日を中心に月に1回のペースで登場。春山は、2014年2月23日に逝去するまで出演していた。
『ノムラだ』第2期では、いちのせが火曜日に登場。『諸口あきらのイブニングレーダー』（かつて当番組の放送枠で編成していた報道生ワイド番組）で「ラジオイミダス」というコーナーを担当していた近藤勝重（毎日新聞東京本社特任編集委員）が、月に1回のペースで木曜日の事前収録企画「しあわせのこだわり歌謡曲」に出演する。
- 16:35 はぴねすくらぶラジオショッピング[20]
- 16:40 MBSニュース

『EXトラ』時代の2010年度ナイターオフ編成までは、長らく16:13頃に放送。ニュース担当のアナウンサー（2009年9月の途中まで“キャスター”と総称）が主なニュースの背景を簡単に説明したうえで、野村や日替わりパートナーがコメントを述べる構成になっていた。2011年度のナイターイン編成からは、『ネットワークトゥデイ〜今日のニュースのまとめ』につなげる目的で、報道スタジオからストレートニュースのみを伝えている。
- 16:45 ノムラの夕暮れポスト

『ノムラだ』第2期の開始を機に新設。季節や放送日の話題に応じた楽曲を1曲流したうえで、リスナーからのメッセージを紹介する。
- 16:55 お天気のお知らせ（日本気象協会から気象予報士が出演）
- 16:58　『ノムラで啓司板』やインフォマーシャルなど

17時の時報をまたいで『ノムラで啓司板』や告知を続けたり、不定期で中継が入ったりすることがある。
17時台
- 17:00 MBS交通情報
- 17:03 日替わりコーナー（後述）
- 17:16 『ネットワークトゥデイ〜今日のニュースのまとめ』（前述）

JRNネット版より10分ほど早く放送。『EXトラ』時代の2010年度ナイターオフ編成までは、17:03頃に放送されていた。この時間のみ、ニュース担当のアナウンサーが当番組のスタジオに登場。緊急時を除いて、野村やアシスタントによるコメントをはさみながらニュースを伝える。
- 17:23  『ノムラで啓司板』
- 17:25  日本直販とことんラジオショッピング

『EXトラ』時代の2010年4月から17:30前後に放送されているラジオショッピングコーナーで、当コーナーのみ女性のショッピングキャスター（2名）が出演（当番組と同じ時期から放送中の生ワイド番組『上泉雄一のええなぁ!』の内包コーナー「日本直販ええなぁラジオショッピング」との兼務扱い）。放送上は、そのうち1名が週替わりでスタジオに登場するとともに、野村・アシスタントとのトークを通じて商品を紹介する。
当番組を祭日に放送する場合には、当コーナーを休止。野村が休暇などで休演する場合には、事前に収録した内容を放送する。
『EXトラ』時代の2012年11月9日（金曜日）に総通（「日本直販」の運営会社）が民事再生法の適用を申請したが、当コーナーは同月13日（火曜日）から放送を再開。ただし、「日本直販ええなぁラジオショッピング」とともに、再開初日には「万全を期して商品の発注・発送業務を続ける」という旨のアナウンスをコーナーの冒頭に入れていた。
- 17:30  午後5時30分の伝言板

タイトルの5時30分を「ごじはん」と読ませるコーナーで、『EXトラ』時代の2011年度ナイターイン編成から開始。リクエストする曲の名前を添えることを条件に、この時間に伝えたい家族・友人・大切な人へのメッセージや、相手には直接伝えられない感謝・謝罪などの言葉をリスナーから募集。当コーナーで「伝言板」代わりに紹介する。電話出演によって、メッセージを直接伝えることも可能。その場合には、出演したリスナーにプレゼントを進呈する。
- 17:43 地震防災メモ・気象一口メモ（いずれか1つを放送）
- 17:45 エンディング

### 『ノムラでノムラだ♪EXトラ』時代

#### 最終編成（2013年度）
16時台
- 16:00 オープニング
- 16:10 MBS交通情報
- 16:12 『ノムラの二重丸』
- 16:35 はぴねすくらぶラジオショッピング
- 16:40 MBSニュース
- 16:45 日替わりコーナー（後述）
- 16:55 お天気のお知らせ
- 16:58　『ノムラで啓司板』やインフォマーシャルなど

17時台
- 17:00 MBS交通情報
- 17:03 日替わりコーナー（後述）
- 17:16 『ネットワークトゥデイ〜今日のニュースのまとめ』（前述）
- 17:23  『ノムラで啓司板』
- 17:25  日本直販とことんラジオショッピング
- 17:30  午後5時30分の伝言板

プロ野球シーズンの火〜木曜日には、アシスタントやパートナーが17:43まで出演していた。
- 17:43 地震防災メモ・気象一口メモ（いずれか1つを放送）
- 17:45
  - 『ノムラで　withタイガース』（ナイターイン編成のみ）

当時放送していたプロ野球のナイトゲーム中継『MBSタイガースライブ』の前座コーナーで、ナイターイン期間に阪神のナイトゲームを中継する日には、中継先の球場から実況担当アナウンサー・解説者が出演。野村とのやり取りをはさみながら、スターティングメンバーや試合の見どころなどを紹介していた。
月曜日には、『MBSタイガースライブ』でナイトゲームを中継する場合を除いて、野村・桂南光・鳥居による「クイズ・トラビアの泉」（後述）を放送。当コーナーからエンディングまで、毎日放送の野球解説者が週替わりで出演していた。
- 『ノムラでハッピーアワー』（ナイターオフ編成のみ、後述）

- 17:50 エンディング

#### 2009年度（『ノムラでノムラだ♪Go!Go!エキストラ』との2部構成）
2009年10月6日 - 2010年4月2日放送分に適用

16時台
- 16:00 オープニング
- 16:10 MBS交通情報
- 16:12 MBSニュース
- 16:20 『ノムラの二重丸』
- 16:35 はぴねすくらぶラジオショッピング
- 16:40
  - 月-木曜：『ノムラの二重丸』（前述の続き）
  - 金曜：『ノムラで啓司板』
- 16:50 お天気のお知らせ
- 16:55
  - 月-木曜：『ノムラで啓司板』やインフォマーシャルなど
  - 金曜：『私の散歩道』

17時台
- 17:00 MBS交通情報
- 17:03 『ネットワークトゥデイ〜今日のニュースのまとめ』（前述）
- 17:10 日替わりコーナー（後述）
- 17:20 『ノムラで啓司板』（前述）
- 17:23 住之江競艇レース結果・地震防災メモ
- 17:25 ノムラでバトルだ!（後述）
- 17:40 『出せなかった手紙』
- 17:47 快適生活ラジオショッピング（基本として野村のみで商品を紹介）
- 17:50 『EXトラ!「ほっと」インフォメーション』（後述、『ノムラで啓司板』のプレゼント当選者発表など）
  - 『ネットワークTODAY』（前述）内の企画ネットに当たるため、提供クレジット上のタイトルは『「ほっと」インフォメーション』。
  - 火〜金曜日は、ノムラでノムラだ♪EXトラ!のエンディング扱い。当コーナーを境に、野村以外のレギュラー出演者が交代していた（一部例外あり）。
- 17:53
  - 月曜：ノムラでノムラだ♪EXトラ!エンディング

月曜日のみ17:59で放送終了。　ステブレレスで時報をはさんだ後に、次枠番組『亀山つとむのかめ友 Sports Man Day』に接続する（ナイターイン編成でも同様）。
- 火〜金曜：ノムラでノムラだ♪Go!Go!エキストラオープニング（スポーツニュース）

野村による簡単な紹介の後に、結城が特設スタジオから1人で最新のスポーツニュースを伝える。
スポーツニュースが終わると、ステブレレスで日替わり出演のスポーツアナウンサーが登場。出演者を紹介した後に、出演者が結城のニュースにちなんだトークを展開したり、アナウンサーが放送当日の取材内容を報告したりする。
18時台
- 18:10 野村啓司の“愛”・オブ・ザ・タイガー（後述）
- 18:18 日替わりコーナー（後述）
- 18:27 ノムラでノムラだ♪Go!Go!エキストラエンディング

### 「ノムラだ」第1期
※2009年4月2日まで、時間は目安
- 15:45 オープニング・トーク・リクエスト曲
- 16:00 MBS交通情報
- 16:05 MBSニュース・お天気のお知らせ
- 16:10 ラジオショッピング
  - 野村と日替わりアシスタントが商品を紹介。
  - 放送開始当初は、「テレマートラジオショッピング」として放送。同社が不祥事で撤退したのを機に、「プライムショッピング」に変更された。
- 16:15 日替わりコーナー・リクエスト紹介など
- 16:55 いすゞお父さん・お母さんへの手紙
  - CBCラジオ制作の番組で、2009年4月3日放送終了。
  - MBSラジオでは、月〜木曜分を当番組のコーナーとして内包。野村と日替わりアシスタントが、生放送中に案内役を務めた。金曜日には、『板東英二金曜生BAN BAN』と住之江競艇レース結果・地震防災メモの間（17:19 - 17:23）に、独立番組として放送した。（野村と木曜アシスタントが事前収録で案内）。
- 17:05 MBS交通情報
- 17:10 ネットワークトゥデイ〜今日のニュースのまとめ
- 17:20 エンディング

## 主なコーナー
2014年4月現在

### 日替わりコーナー

#### 「ノムラだ」第2期（2014年度編成）
17時台
- 月曜：『男はつらいよ…』
  - 『ノムラだ』第1期の開始当初から続いているコーナー。番組に寄せられた中高年男性のボヤキを、野村、南光、アシスタントが聞く。
- 火曜：以下のコーナーを隔週で放送

『クイズそれは一体なんでSHOW!』（ハイヒール・リンゴ出演週）
『EXトラ』時代の2010年度ナイターオフ編成から開始。2013年度までは、毎週木曜日に放送していた。ルールがよく変わることもあって、毎回リスナーから多くの意見が寄せられるコーナーでもある。レギュラー陣が出す3つのヒントから、正解に当たる物の名前を当てさせる趣旨で開始。当初は、翌週の放送までに、リスナーからの回答を受け付けていた。現在は、リスナーからの提案などで決められた答えについて、野村とハイヒール・リンゴが出題役の上田にひたすら質問。その質問に対する反応から、正解を探り当てるようになっている。
『ノムラでランキング』（桜井出演週）
『EXトラ』時代の2011年度ナイターイン編成から開始。2013年度までは、毎週木曜日の16時台に放送していた。
リスナーから寄せられた質問を基に、番組スタッフが複数の選択肢によるアンケートを作成。MBSラジオの携帯電話向け公式サイト「MBSモバイル」内当番組ページに設けられたアンケートフォームで、コーナーの放送中にリスナーから回答を受け付ける。進行役は上田で、コーナーの最後に回答者の総数と回答結果を発表する。
コーナーの開始当初は、Wikipediaやリスナーなどからの情報を基に、日常生活では役に立たなくても会話のネタになるほどの意外なテーマでの「1位」をランキング形式で紹介していた。
- 水曜：『今さら聞けないおやじの園』

流行に敏感な谷口が、物知りだけど流行に疎い野村を相手に、今さら他人に聞けない言葉・現象などを紹介する。『ノムラだ♪』第1期の開始から『EXトラ』時代の2010年9月29日までは水曜日、『EXトラ』時代の2010年10月から2014年3月25日までは火曜日に放送。
- 木曜：『クイズ虫食いソング』

リスナー向けの音楽クイズで、『EXトラ』時代の2010年4月から開始。同年9月28日までは火曜日、2010年10月から2014年3月26日までは水曜日に放送されていた。
野村と森川の推薦曲2曲を流したうえで、「カッコ」のSEをかぶせた両方の曲に共通のフレーズを当てさせる。正解したリスナーのうち、抽選で1名に現金を進呈。2011年東北地方太平洋沖地震の発生直後にも、当時17時台の前半で放送されていたコーナーが軒並み休止する状況にあって、当コーナーのみ通常の内容で続けられていた。

### ナイターイン編成(2013年度)
16時台
- 月曜：『ノムラの引き出し、ちょいと開けて…』
  - 野村が自分のデスクの引き出しにためている新聞・雑誌記事から、とっておきの情報を披露。その話題に対するリスナーからの意見や感想を紹介していた。以前からオープニングトークなどで実施していた試みをレギュラー企画化。
- 火曜：『今さら聞けないおやじの園』
- 水曜：『タンクのお腹まんタンク』
- 木曜：『ノムラでランキング』

17時台
- 月曜：『男はつらいよ…』
- 火曜：『嘆きのつぶやき 残念ラプソディ』
  - 日常生活においてリスナーが残念に思った出来事を短文で投稿するコーナー。その内容を、野村・谷口がリスナーの代わりに声でつぶやく。
- 水曜：『クイズ虫食いソング』
- 木曜：『クイズそれは一体なんでSHOW!』

### ナイターオフ編成(2011年度以降)

#### ノムラでハッピーアワー
- 月曜：『対決!ノムラで危機一発』

2010年度から放送されている企画。ルールは年度によって異なる。進行役は鳥居。ピーコがゲストで登場する場合には、当コーナーにも出演する。
2011年度のルールでは、番組側でNGワードを設定したうえで、あるテーマから連想する言葉を野村と南光が交互に出し合う。どちらかがNGワードに該当する表現を言った時点でゲームは終了。双方が5回ずつNGワードに引っかからずに答えを出せればクリアとなる。このようなゲームを毎週2回実施する。ちなみにNGワードは、毎回ゲームが始まる前に、番組スタッフが野村・南光へ聞こえないようにラジオを通じてリスナーへ伝える。
クリアした場合、リスナーへのプレゼントとして、その週の週間プレゼントの当選者数が、クリア1回につき1人増加する。
- 火〜木曜：リスナーからのメッセージ紹介（『ノムラで啓司板』と同じ扱い）

### ナイターイン編成(2011年度)
☆：『EXトラ』時代の2010年度ナイターオフ編成まで17時台の前半に放送

★：『EXトラ』時代の2011年度ナイターイン編成から新設

16時台
- 月曜：『ノムラの引き出し、ちょいと開けて…』★
- 火曜：『今さら聞けないおやじの園』☆
- 水曜：『クイズ虫食いソング』☆
- 木曜：『ノムラでランキング』★

17時台
- 月曜：『男はつらいよ…』☆
- 火曜：『嘆きのつぶやき 残念ラプソディ』★
- 水曜：『タンクのおデブちゃんバンザイ!』☆

2010年度のナイターオフ編成から放送開始。おデブちゃん（肥満体）であるタンクにちなんで、リスナーから寄せられた肥満にまつわる悩みやエピソードを2〜3本紹介する。その面白さに応じて、番組スタッフが横綱・大関・関脇・小結の4段階で判定。最も評価の高かったエピソードを寄せたリスナーには、タンクの実家で営む焼き肉店のお食事券を進呈する。
- 木曜：『クイズそれは一体なんでSHOW!』☆

過去
いずれも17時台の前半に放送
- 火曜：『どっちかと言えばこの歌でSHOW』

リスナー向けの音楽クイズで、応募をハガキに限定。以下の口上で始まる。
森川「これからの時間は、リスナーの皆さんにあることを当ててもらいたいと思います。題して」
野村「どっちかと言えば」森川「この歌で」野村・森川「SHOW!」
毎回1つのテーマを出題。そのテーマから野村と森川が連想した楽曲のタイトルを予想する。野村・森川は、その楽曲に関するヒントを、毎回2〜3個示す。
ノムラでノムラだ♪の開始当初から続いていたが、日替わり企画のリニューアルによって、2010年3月23日の放送で終了した。
- 火曜：『まいど!ストリークの優勝一直線』

ストリークによる阪神タイガースの応援企画。2010年9月29日までは、水曜日に放送されていた。
ストリークの降板によって、2011年3月29日の放送で終了した。
- 木曜：『有倫（うりん）テレフォン』

既婚女性限定の電話出演コーナー。夫に対するリスナーのグチを、野村、ハイヒールモモコ、鳥居が直々に聞く趣向。ノムラでノムラだ♪時代からのコーナーだったが、2009年9月以降『ノムラで啓司板』に差し替えられた。
- 金曜：『ふるさと情報局』

金曜日での放送開始を機に新設。リスナーからの情報などを基に、関西圏以外の地域に暮らす人たちへ電話。地元の話題、生活の様子、グルメ情報、お勧めの観光ポイントを紹介していた。当コーナーでは、「ふるさと」を、出生地や育った土地に限っていない。（応募者にとっての）思い出の土地や、定年退職やIターンなどで移住した土地なども含めている。（番組中の告知より）そのため、近畿地方でMBSラジオのリスナーだった人が、他地方への移住者として電話に出ることがあった。

### ナイターオフ編成(2010年度)

#### ノムラでハッピーアワー
「ノムラでバトルだ!」の流れを組む形で新設された日替わりコーナー
- 月曜：『対決!ノムラで危機一発』

「ノムラでバトルだ!」時代の『対決!ひらめけベタワード』（後述）を発展させたコーナーで、2010年度からナイターオフ期間にのみ放送。進行役は、週替わりアシスタントの高井・松井愛。
番組側でNGワードを設定したうえで、あるテーマから連想する言葉を、野村と南光が交互に出し合う。どちらかがNGワードに該当する表現を言った時点でゲームは終了。このようなゲームを毎週3回実施する。ちなみにNGワードは、毎回ゲームが始まる前に、番組スタッフが野村・南光へ聞こえないようにラジオを通じてリスナーへ伝える。
リスナーは、野村か南光のどちらが勝つかを予想したうえで、当コーナーの放送までにメールやFAXで投票できるようになっている。実際の放送では、ゲームが終了するたびに、勝った方に投票したリスナーから抽選で1名ずつにお米を進呈する。
- 火曜：『夕暮れ劇場「男のセリフ女のセリフ」』（「ノムラでバトルだ!」水曜日から継続）

「男と女・・こんな時には、どんなセリフ？」をテーマに、リスナーから毎回、1つのシチュエーションにおける男と女のセリフを募集。野村と谷口がスタジオで交互に演じてから、番組スタッフが判定する。当コーナーの内容を発展させたのが、前述の『嘆きのつぶやき 残念ラプソディ』である。
- 水曜：『タンクのおデブちゃんバンザイ!』（前述）
- 木曜：『クイズそれは一体なんでSHOW!』（前述）
- 金曜：『この人に聞く「ヒット曲はこうして生まれた」』（前述）

#### 春一番！センバツ甲子園（2009年〜）
毎年3月下旬〜4月上旬に阪神甲子園球場で開催される選抜高等学校野球大会で、1回戦〜準々決勝の試合日にのみ放送される高校野球速報。取材やGAORAでの中継実況を担当した毎日放送のスポーツアナウンサーが、当番組の放送中に少なくとも1回、同球場からの生中継で試合の結果や途中経過を伝える。ただし、放送時間は年度によって異なる。
MBSラジオでは、ノムラでノムラだ♪時代の2008年まで、同大会の全試合を完全中継。当番組では大会期間中に、放送時間の短縮や休止で対応することがあった。特に、4試合が組まれている日には、短縮版と称して『お父さん・お母さんへの手紙』『ネットワークTODAY』のみ放送することが多かった。しかし2009年には、準決勝・決勝以外の中継から撤退。準々決勝までの試合については、当コーナーや後続のスポーツ情報コーナー・番組（『ノムラでノムラだ♪Go!Go!エキストラ』→『MBSとらぐみタイガースライブ!』）で結果・経過を伝える方針に変わった。

### ナイターイン編成(2010年度)

#### EXトラ一番乗り
2009年度の放送内容は後述。2010年度は17:25頃に放送。野村の後輩に当たる毎日放送のスポーツアナウンサーが日替わりで登場。前日（月曜日は前週末）の試合を振り返るほか、担当アナウンサーが中継先の天候、練習の模様、選手・コーチ・関係者のコメントを報告する。ちなみに野村は、最年長の結城を含めて、当番組（ノムラでノムラだ♪Go!Go!エキストラ!を含む）へ出演するスポーツアナウンサーを全員「〜君」と呼んでいる。

#### 虎の子情報「EXトラ!」
前シーズン同様17:30頃に放送。『MBSタイガースナイター』で阪神タイガースの公式戦を中継する場合（主に火〜金曜日）には、当日の実況アナウンサー・解説者が中継先から出演。中継予定試合の先発投手、スターティングメンバー、試合の展望を伝えた。
- 月曜：『クイズ・トラビアの泉』（野球に詳しくない桂南光向けのクイズ、2009年度から放送）

タイガースの選手・試合・歴史などに関するトリビアを“トラビア”と称して、リスナーから募集。寄せられた情報を基に3択クイズを3題作成したうえで、毎週出題する。問題の正解トラビアが発表されると、南光が感心の程度に応じてそのトラビアを評価する。当コーナーを「ノムラでノムラだ♪EXトラモード」に改めた2011年度も、月曜日にプロ野球の公式戦が予定されていない場合の企画として続いている。
月曜日のアシスタントが出題を担当。野村が“ファン代表”として出演するほか、ピーコが出演する場合には当コーナーにも参加する。また、毎日放送の野球解説者が、毎週必ず1名登場。ヒントを出すとともに、番組のエンディングまで出演する。
- 火・木・金曜：『タイガース戦情報・選手インタビュー』（2009年度には火・金曜に放送、事前収録）

放送前日に取材対象の選手やコーチを告知したうえで、リスナーからの質問をメール・FAX限定で募集。スポーツアナウンサーによるインタビューの中で、投稿者の名前（またはラジオネーム）とともに、毎回2〜3件程度の質問を紹介していた。
2010年度には、シーズン途中から『MBSタイガースナイター』のベンチリポーター陣に加わった松本麻衣子や、MBSテレビ平日夕方のローカルニュース番組『VOICE』でスポーツキャスターを務める吉竹史（いずれもMBSアナウンサー）が不定期で金本知憲外野手へのインタビューを担当していた。
- 水曜：『まいど!ストリークの優勝一直線』

#### 三菱ふそう「ほっと」インフォメーション
本来は三菱ふそうの提供によるJRN系列の全国ネット枠。しかしMBSラジオでは、ネットCMをはさむ形で、『ノムラで啓司板』に内包させている（事実上同コーナーのエンディング扱い。ただし後の野球中継の内容によっては番組のエンディングを兼ねることもある。）。2010年度のナイターイン編成からは、コーナーの前後に、松本麻衣子（MBSアナウンサー）の声による独自製作の提供クレジットが流れている。ノンスポンサーだった2009年度の『「ほっと」インフォメーション』については後述。
TBSラジオでは2010年度のナイターオフ編成から、長年スポーツニュースを放送していた当枠の企画を、月曜のみ山崎真実によるトラックドライバーへのインタビューを主体にしたドライブガイド（事前収録）に変更。それに合わせMBSラジオでも、当番組から独立した箱番組として、17:54 - 18:00に全編を放送するようになった。(当局のみ提供読みは山崎による独自製作。)なお、それ以外の曜日には、当番組のエンディングを企画ネット枠に充てていた。
TBSラジオでは、2011年のナイターイン編成から、月曜の内容を再び他の曜日と統一した。当番組では、リニューアルと放送曜日の縮小を機に、月曜の放送分を再び当番組に内包。そのうえで、火〜木曜日とともに、放送時間を17:40頃に繰り上げた ちなみに、月曜日に『MBSタイガースライブ』で阪神のナイトゲームを中継しない場合を除いて、放送上はアシスタントとスタジオレギュラーが当コーナーで出演を終える。
ただし、改編直前の同年3月に発生した東日本大震災の影響で、スポンサーの三菱ふそうはCMの出稿を自粛していた。このため放送上は、コーナーの最後に流す予定だった同社のCMを、ACなどのスポットCMに差し替え。野村は、当コーナーの直後に『住之江競艇レース結果（地震防災メモ・気象一口メモ）』をはさむにもかかわらず、そのCM明けに必ず「『「ほっと」インフォメーション』のコーナーでした。この後は『ノムラでノムラだ♪ EXトラモード』をお送りします」というクレジットを読んでいたが、数ヶ月でやめている。

### ナイターオフ編成(2009年度)

#### ノムラでバトルだ!
「野村とリスナー・出演者の対決」をテーマに新設された日替わりコーナー
- 月曜：『対決!ひらめけベタワード』

野村と桂南光が、高井（松井愛）が出すテーマに沿って、そこから連想するベタ（ありがち）な名前や言葉を制限時間（10秒以内）でなるべく多く出し合う脳トレーニング企画。制限時間内に言葉を出せなければ負けになる。
- 火曜：『なんでこんなええ詞かけるんやろ？』

世間でよく知られた楽曲を題材に、リスナーから体験や思いを込めた歌詞（の一部）を募集。リスナーの希望に応じて、野村またはテンダラーが代理で歌う。最後に、歌詞の内容や歌い方などを総合的に判断したうえで、プロの歌手である森川が勝敗を判定する。
- 水曜：『夕暮れ劇場「男のセリフ女のセリフ」』（前述）
- 木曜：『ノムラで早口ことば』

リスナーから送られた早口言葉で、野村とハイヒールリンゴが対決。進行役の鳥居も挑戦する。最後に、3人が最も手こずった早口言葉を“大賞”に選ぶ。
- 金曜：『ノムラで国盗りゲーム』

日替わりコーナー『ふるさと情報局』にちなんで、リスナーからの情報を基に、都道府県にまつわる二者択一のクイズを1都道府県1題のペースで作成。和泉を出題役に、野村とストリークが2〜3題のクイズで対決する。クイズに正解したり、相手が間違ったりすれば、題材になった都道府県を1つずつ制する趣向になっている。

#### ノムラでノムラだ♪Go!Go!エキストラ
火〜金曜日共通
- スポーツニュース

結城のみ出演。阪神タイガースを中心に、結城自身のコメントを交えながら、最新のスポーツ情報を3〜4項目伝えた。
- 『野村啓司の“愛”オブ・ザ・タイガー』

野村が紹介する阪神タイガース関連の新聞記事を中心に、同球団に関する談義を出演者で繰り広げるコーナー。水曜日には、同球団の関係者や、同球団を相手に仕事をする人々をスタジオに招いた。
日替わりコーナー
- 火曜：『ウソ!ホント?トラトラヒストリークイズ!!』

リスナーからの投稿を基に、阪神タイガースの歴史に関する正誤式の2択クイズを番組で作成。テンダラー（主に浜本広晃）がスタジオの出演者に3題出していた。『太田幸司の熱血!タイガーススタジアム』2008年度水曜日に放送されていた「トラトライブニングスクープ」の系譜を継ぎながら、引っ掛け問題の投稿を歓迎していた。
- 水曜：『教えて!コーちゃん!!』

リスナーから届いた野球に関する質問に対して、太田が分かりやすく回答・解説。『太田幸司の熱血!熱血タイガーススタジアム』2008年度金曜日で亀山つとむが担当していた「教えて!カメちゃん!!」の系譜を継いだ。
- 木曜

『佐々木恭介の多事争論』（2009年10月のみ）
『太田幸司の熱血!熱血タイガーススタジアム』時代から継続。“球界の仕事人”と称される佐々木が、長年にわたる選手・指導経験と私見を交えながら、野球に関する旬の話題を斬っていた。しかし、佐々木が降板したため終了。
『掛布雅之のフルスイングトーク』（2009年11月19日から開始）
「掛布がドリームチームを作る」という架空のコンセプトの下に、掛布が現役時代に対戦した投手や、同時代に活躍した野手からチームのメンバーを選出（指名打者を含めて1ポジション1名）。該当メンバーや、最後までメンバーへの選出を迷った往年の名プレイヤーについて、金山を進行役にプレーの凄さを語った。
- 金曜：『決定!猛虎十番勝負』

ストリークが進行。リスナーから推薦を受ける形で、思い出に残る阪神戦1試合を、当時の実況音源を交えながら紹介。野村・安藤と進行役のアナウンサー（主に井上）の3名による多数決で、“猛虎十番勝負”にふさわしいかどうかを判定した。

### ナイターイン編成(2009年度)
プロ野球シーズン中には、阪神タイガースに関する取材・情報コーナーを、ノムラでノムラだ♪EXトラ!の本編に挿入。

#### EXトラ一番乗り
ノムラでノムラだ♪EXトラ!の放送開始から2009年10月6日まで、16:50頃に放送。在阪地上波テレビ・ラジオ局の番組で最も早く、阪神タイガースの試合前情報をレギュラーで放送していた。
前日（前週末）に阪神タイガースが勝った場合には、「もう1回聞いてみよう」という野村の言葉を合図に、『MBSタイガースナイター』における当該試合の実況音源をコーナーの冒頭で再生していた。
MBSタイガースナイターで阪神タイガースの公式戦を中継する日には、ベンチリポートを担当するアナウンサーが、中継先の球場から出演。それ以外の日には、練習風景などを取材したアナウンサーがスタジオに登場した。試合のない移動日には、アナウンサーがナインより先に遠征先へ入って、現地の最新情報を伝えることもあった。

#### 虎の子情報「EXトラ!」
ノムラでノムラだ♪EXトラ!の放送開始から2009年10月2日まで、17:30頃に放送。阪神タイガースに関する特集を、日替わりで放送していた。2009年度のナイターオフ期間（10月6日以降）は、当コーナーの時間を『ノムラでバトルだ!』と『出せなかった手紙』（前述）に充てている。
- 月曜：『トラビアの泉』（前述、2009年は9月28日まで放送）
- 火曜：スポーツアナウンサーによる選手へのインタビュー（事前収録、前述）
- 水曜：ストリークによるファン目線でのタイガース情報（〜2009年9月30日）
- 木曜：高木記者の密着取材によるタイガース情報（〜2009年10月1日）
- 金曜：スポーツアナウンサーによるコーチへのインタビュー（事前収録、前述）

#### EXトラ!「ほっと」インフォメーション
プロ野球シーズン中には、『MBSタイガースナイター』で阪神タイガースの公式戦を中継する場合（主に火〜金曜日）に、当日の実況アナウンサー・解説者が中継で出演。中継予定試合の先発投手、スターティングメンバー、試合の展望を伝えていた。『MBSタイガースナイター』で阪神タイガース以外の球団の公式戦を中継する場合や、火〜金曜日にプロ野球の中継を予定していない場合には、毎日放送の野球解説者が当コーナーからエンディングまで出演。野村とともに、スタジオで阪神タイガースや球界の事情を語り合っていた。
2009年9月14日までは、中継を組まれることが少ない月曜日のみ、事前公募に応じた阪神タイガースの女性ファンが電話で登場する『男子禁制もしもしトラフォン』を放送。
2009年度のナイターオフ編成では、放送時間を縮小したうえで17:50頃に放送。『ノムラで啓司板』の続きを放送するほか、火〜金曜日には出演者交代の時間に充てていた（『MBSタイガースナイタースペシャル』で阪神戦・クライマックスシリーズ・日本シリーズを中継する日は従来通り放送）。